# ヘンリー・ハワード (第5代サフォーク伯爵)
第5代サフォーク伯爵ヘンリー・ハワード（英語: Henry Howard, 5th Earl of Suffolk、1627年7月18日（洗礼日） – 1709年12月10日）は、イングランド王国の貴族。

## 生涯
第2代サフォーク伯爵セオフィラス・ハワードとエリザベス・ヒュームの四男として生まれ、1627年7月18日に洗礼を受けた。1691年4月21日に兄ジョージが死去すると、サフォーク伯爵の爵位を継承した。
1709年12月10日に死去、長男ヘンリーが爵位を継承した。

## 家族
第5代サフォーク伯爵は3度結婚した。1度目の結婚相手はメアリー・ステュアート（第3代キャッスル・ステュアート男爵アンドリュー・ステュアートの娘）であり、2人は3男をもうけた。
- ヘンリー（1670年 – 1718年） - 第6代サフォーク伯爵
- エドワード（1672年 – 1731年） - 第8代サフォーク伯爵
- チャールズ（1675年 – 1733年） - 第9代サフォーク伯爵

2人目の妻はメアリー・ロンクスウッド（Mary Ronkswood）という未亡人だった。
メアリー・ロンクスウッドは結婚直前にサー・クレメント・クラークとその息子タルボットの反射炉を用いた鉛の製錬事業に500ポンド投資したが、ロンクスウッドの夫ヘンリー・ハワード（当時はまだ爵位を継承していない）と投資パートナーの第4代グランディソン子爵ジョージ・ヴィリアーズはクラークを疑っており、クラークの事業に対し訴訟を起こした。しかし、ヘンリー・ハワードがサフォーク伯爵の爵位と家族の遺産を継承すると、訴訟をとりやめ、クラークに有利な形で決着させたという。
1691年11月22日、アンブローズ・アップトン（Ambrose Upton）の娘メアリーと再婚した。